# John Jangard
John Olof Jangard, född 3 september 1994, är en svensk skådespelare. Han spelade huvudrollen som Bobo i SVT:s julkalender 2005, En decemberdröm, och hade även en roll i TV-serien Svensson, Svensson.
John Jangard är son till filmproducenten Magdalena Jangard.